# General Commissariat of National Police Football Club
General Commissariat of National Police Football Club (em quemer: ក្លឹបបាល់ទាត់អគ្គស្នងការនគរបាលជាតិ), mais conhecido como National Police (em quemer: នគរបាលជាតិ) é um clube de futebol localizado em Sihanoukville, Camboja. Disputa atualmente a primeira divisão nacional.[carece de fontes?]

## Títulos
- Copa Hun Sen: 1 (2014)[6]

## Jogadores destacados
Um dos jogadores mais destacados do clube é Say Piseth, que joga pela equipe desde 2010 e é o atual capitão da equipe. Piseth já foi convocado 22 vezes pela seleção do Camboja.

## Treinadores
- Ung Kayanith (2010-2016)[9]
- Prak Sovannara (2019-2020)[5]
- Nut Sony (2020)[10]
- Ung Kayanith (2021-)[4]